# ناسپاس
ناسپاس فیلمی به کارگردانی حسن هدایت و تهیه‌کنندگی محسن جاهد و نویسندگی حسین اکبرزاده و اصغر هاشمی محصول سال ۱۳۸۸ است. این فیلم در مرداد ۱۳۸۸ بر روی پرده سینما رفته‌است.
الناز شاکردوست، پوریا پورسرخ، نیما شاهرخ‌شاهی و لیندا کیانی از بازیگران این فیلم به‌شمار می‌روند.
جریان این فیلم سینمایی مربوط به داستان گاو بنی اسرائیل است که در قرآن سوره بقره ذکر شده

## بازیگران
- پوریا پورسرخ
- الناز شاکردوست
- نیما شاهرخ شاهی
- محمدعلی ساربان
- خسرو دستگیر
- لیندا کیانی
- بابک والی
- مونا بیگی
- مجید واشقانی